# Алиев, Абульфат Асад оглы
Абульфат Асад оглы Алиев (азерб. Əbülfət Əsəd oğlu Əliyev; 30 декабря 1926, Шуша — 27 декабря 1990, Баку) — ханенде, певец. Народный артист Азербайджанской ССР (1964).

## Биография
Родился 30 декабря 1926 года в городе Шуша Нагорно-Карабахской автономной области Азербайджанской ССР.
С детства рос в окружении известных шушинских музыкантов, в том числе выдающихся ханенде Сеида и Хана Шушинских. После смерти отца вынужден был с семьёй переехать в Карягинский район, а в 1937 году — в Агдам, где впоследствии закончил школу. С 1943 года выступал в Агдамском районном доме культуры.
В 1945 году получил приглашение в Баку, где исполнил на радио песню «Шушанын даглары башы думанлы». С 1945 года по 1978 год — солист Азербайджанской государственной филармонии имени М. Магомаева, с 1978 года до конца жизни — солист Азербайджанского государственного гастрольно-концертного объединения.
Снискал большую популярность среди слушателей своеобразной манерой исполнения мугамов, тэснифов и народных песен. Обладал приятным, мягким тембром голоса, мастерски использовал приёмы азербайджанской народной музыки — зенгуле (трелеобразное повторение звуков), гезишме (обогащение музыкальной фразы путем вариантных повторов), способностью к мугамной импровизации, ритмической чуткостью. Исполнению Алиева присущи высокий лиризм и эмоциональность. В репертуаре важное место занимают мугамы «Сегях», «Чаргях», «Хумаюн», «Раст» и другие, тэснифы «Шуштер», «Бэстэнигяр», «Шур», народные песни «Уджа даглар», «Тель ойнасын». Записи Алиева хранятся в золотом фонде Азтелерадио, с песнями выпущены пластинки фирмы «Мелодия».
В 1956—1967 годах выступал на сцене Азербайджанского государственного театра оперы и балета им. М. Ф. Ахундова, где с большим успехом воплотил партии Меджнуна (У. Гаджибеков «Лейли и Меджнун»), Керема (У. Гаджибеков «Асли и Керем»), Шаха Исмаила (М. Магомаев «Шах Исмаил»). 
Вел активную гастрольную деятельность, выступал с концертами в Иране, Индии, Германии, Гвинее, Гане, Ливане, Польше и т. д. Исполнил мугам «Сегях» на VII Международном музыкальном конгрессе в Москве (1971). 
Скончался 27 декабря 1990 года от рака желудка. Похоронен в Баку на II Аллее почётного захоронения в Баку.

## Награды
- Народный артист Азербайджанской ССР (29.06.1964)
- Заслуженный артист Азербайджанской ССР (26.04.1958)